# Чон Джэ Сон
Чон Джэ Сон (кор. 정재성?, 鄭在成?, 25 августа 1982, Чонджу — 9 марта 2018, Хвасон, Кёнгидо) — южнокорейский бадминтонист, выступавший за сборную Южной Кореи по бадминтону в период 2000—2012 годов. Бронзовый призёр летних Олимпийских игр в Лондоне, серебряный и бронзовый призёр чемпионатов мира, обладатель серебряных и бронзовых медалей Кубка Судирмана, чемпион Азии, серебряный и бронзовый призёр Азиатских игр.

## Биография
Чон Джэ Сон родился 25 августа 1982 года в городе Чонджу провинции Чолла-Пукто, Южная Корея. Играть в бадминтон начал в возрасте семи лет во время учёбы в местной начальной школе.
В 2000 году вошёл в состав южнокорейской национальной сборной, стал призёром юниорского чемпионата мира в Китае и первенства Азии среди юниоров в Японии.
Первого серьёзного успеха на взрослом уровне добился в сезоне 2005 года, выиграв серебряную медаль в парном разряде на чемпионате Азии в Хайдарабаде.
В 2006 году побывал на Азиатских играх в Дохе, откуда привёз награды серебряного и бронзового достоинства, выигранные в мужских командной и парной дисциплинах соответственно.
В 2007 году завоевал серебряную медаль в парном разряде на чемпионате мира в Куала-Лумпуре, получил бронзу на Кубке Судирмана в Глазго.
Благодаря череде удачных выступлений удостоился права защищать честь страны на летних Олимпийских играх 2008 года в Пекине, однако попасть здесь в число призёров не смог, вместе со своим напарником Ли Ён Дэ занял в парном разряде девятое место.
После пекинской Олимпиады Чон остался в составе бадминтонной команды Южной Кореи и продолжил принимать участие в крупнейших международных турнирах. Так, в 2009 году он стал серебряным призёром мирового первенства в Хайдарабаде и взял серебро на Кубке Сурдирмана в Гуанчжоу.
На Азиатских играх 2010 года в Гуанчжоу выиграл серебряную медаль в мужском командном первенстве и бронзовую медаль в мужском командном разряде.
В 2011 году добавил в послужной список бронзовую награду, выигранную в парах на чемпионате мира в Лондоне, и бронзовую награду, полученную в зачёте смешанных команд на Кубке Сурдирмана в Циндао.
Находясь в числе лидеров южнокорейской национальной сборной, благополучно прошёл отбор на Олимпийские игры 2012 года в Лондоне — на сей раз с тем же партнёром Ли Ён Дэ сумел дойти до стадии полуфиналов и затем завоевал бронзовую медаль в парном разряде. По окончании этой Олимпиады Чон принял решение завершить спортивную карьеру.
Умер от сердечного приступа 9 марта 2018 года в возрасте 35 лет.